# Зигфрид Руф
Зигфрид Руф (на немски: Siegfried Ruff) е германски доктор и член на НСДАП. По време на нацисткия режим, участва в медицински експерименти, провеждани върху затворници от концентрационния лагер Дахау.

## Биография
Руф следва медицина в университетите в Бон и Берлин. След дипломирането си работи в Университетската болница в Бон. От 1934 г. той става един от лидерите на Института по авиационна медицина на Луфтвафе. През 1937 г. става член на нацистката партия.
Той е един от основните обвинени в т. нар. Докторски процес. Руф е натоварен с извършването на експерименти върху хора в концентрационния лагер Дахау.
По нареждане на Луфтвафе участва в изследване, когато пилот на вражески самолет, свален, катапултира от голяма височина и се приземява в леденостудена морска вода. По време на експеримента в концентрационния лагер Дахау е инсталирана камера, в която е възможно да се симулира свободно падане от височина 21 000 метра. От 200-те затворници, включени в експеримента, между 70 и 80 умират. Проучването на ефекта на хипотермията върху тялото е изследвано чрез потапяне на тялото на затворника в ледена вода. Заедно с Руф по този случай са обвинени Ромберг и Велтц.
Съдът не успява да докаже участието на Велтц, Руф и Ромберг в тези експерименти и в тази връзка те са оправдани.
След освобождаването си създава диагностична лаборатория в Бон. Става един от водещите лекари на Луфтханза. От 1954 г. до 1965 г. е ръководител на Изследователския институт по авиационна медицина в Бон. От 1952 г. е професор в университета в Бон.